# Ana Ćurčin
Ana Ćurčin (1985, Bagdad) je srpska kantautorka.
Ana je rođena u Bagdadu, godine 1995. prelazi da u Moskvu. Seli se u Srbiju 2008. godine. Godine 2016. objavila je svoj prvi album pod nazivom Sketches of Belonging.
Saradnja sa nacionalnim ansamblom Kolo donela je novi aranžman pesme Lastavice, lasto. U oktobru 2016. godine je zajedno sa bendom Stray Dogg održala koncert u Sava Centru. Bavi se komponovanjem i izvođenjem muzike za film i pozorište. 
Danas živi i radi u Beogradu.

## Ana & The Changes
Godine 2018. sa bendom u sastavu Goran Antović (klavijature), Marko Cvetković (bas) i Marko Benini (bubnjevi) učestvuje na festivalu u Holandiji, tako nastaje bend Ana & The Changes. Godine 2019. su objavili album Differences. Singl Tu doneo im je nagradu Zadužbine Milana Mladenovića.

## Diskografija

### Albumi
- Sketches of Belonging (2016)
- Differences (2019)
- Scene (2020)
- EP: Susret (2023)

### Singlovi
- Took Care Of You (2020)
- Tu (2021)
- Dosta (2023)
- Brinem (2025)